# Cassino
Cassino est une ville italienne d'environ 36 570 habitants située dans la province de Frosinone, dans la région du Latium, dans le Sud de l'Italie.

## Géographie
La ville se trouve dans le sud du Latium, une région du centre de l'Italie. Cassino est la dernière ville de la vallée Latine.
La ville de Cassino se trouve à 80 kilomètres au nord-ouest de Naples, à 121 km de Rome, à 17 km à l'ouest de Venafro (où se trouve un cimetière militaire français de 4 578 tombes), à 28 km de la plage (golfe de Gaète) et à 24 km du parc national des Abruzzes, Latium et Molise.
Elle se trouve au pied du mont Cassin, à l'est de celui-ci, au sommet duquel se trouve l'abbaye territoriale du Mont-Cassin.

## Histoire
Ancien centre osque, la ville fut conquise par les Volsques puis par les Samnites,,. Les Romains ont conquis la ville au IVe siècle et en ont fait l'un des centres les plus importants et les plus florissants du Latium adiectum. Casinum est la dernière ville latine. Une partie substantielle de son territoire a été transformée en colonie latine. Au Moyen Âge, la ville doit sa centralité culturelle et politique à l'abbaye de Montecassino. San Germano, c'est son nom médiéval, est ainsi devenu le centre politique de la Terra Sancti Benedicti, état semi-autonome du centre de l'Italie, sous la suzeraineté de Naples,. Après la conquête du royaume des Deux-Siciles, la ville fait partie du royaume d'Italie né en 1861. Peu de temps après, elle reprend son ancien nom latin (Casinum), italianisé en Cassino. La ville a été détruite pendant la Seconde Guerre mondiale.

## Économie
- Usine Fiat-Cassino

## Culture

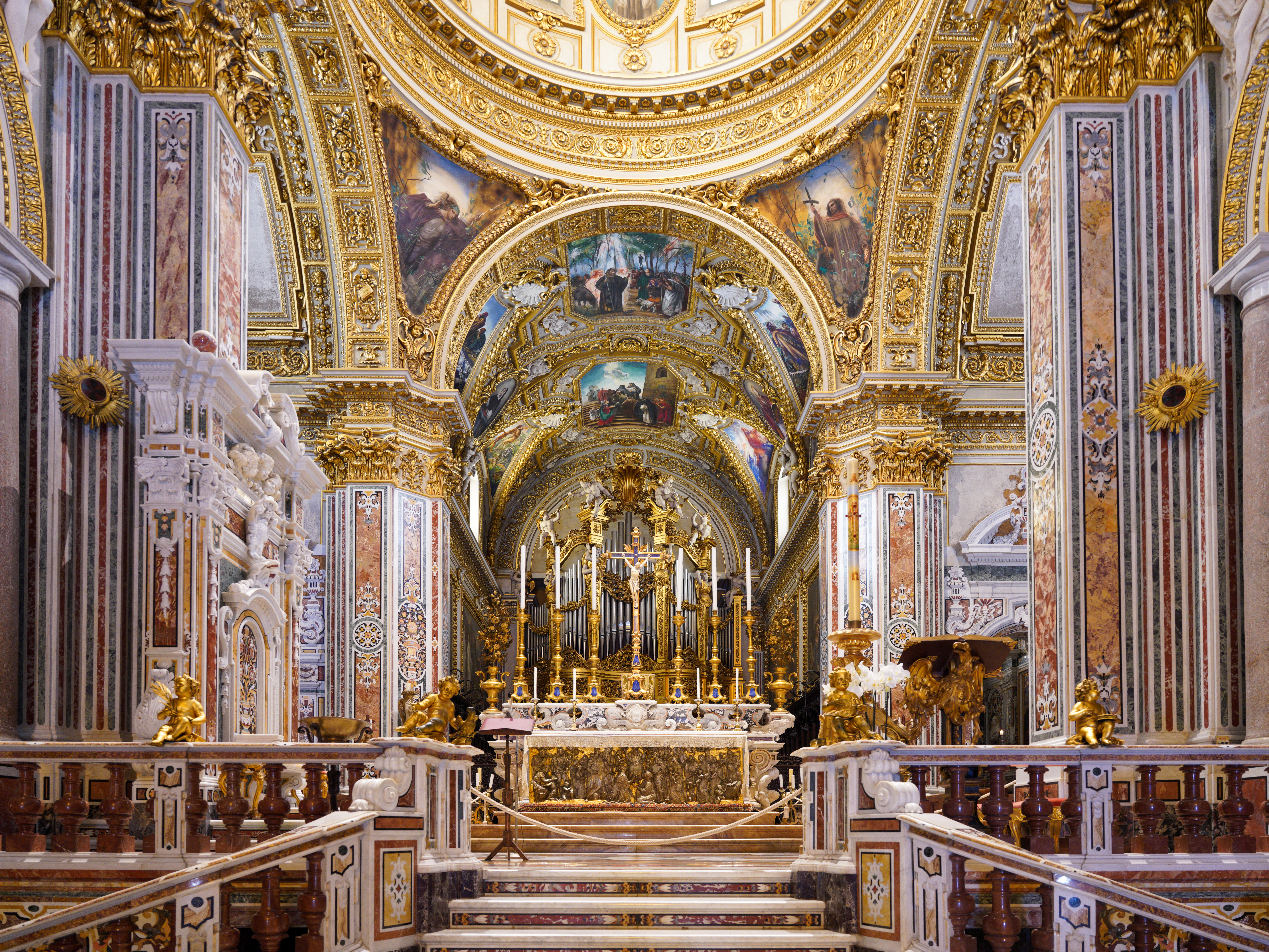
Mont-Cassin

Depuis le Moyen Âge, l'histoire de Cassino a été profondément liée à l'histoire de l'Abbaye territoriale du Mont-Cassin.
- Thermes de Varron

## Administration
| Période                                  | Période  | Identité                 | Étiquette    | Qualité |
| ---------------------------------------- | -------- | ------------------------ | ------------ | ------- |
| 20/06/2016                               | En cours | Carlo Maria D'Alessandro | Centre droit | Maire   |
| Les données manquantes sont à compléter. |          |                          |              |         |

### Hameaux
Abbazia di Montecassino, Antridonati, Caira (environ 2 000 habitants), Cantariello, Casa Martino, Cavalle, Cerro Tartari, Cocciuto, Colle Canne, Colle Cedro, Coppola, Di Nallo, Faio, Falasca, Fontana Livia-Solfegna, Fontana Rosa, Gargano Ricci, Mandrine, Monacato, Monaci, Montecassino, Monte Rotondo, Palumbo, Panaccioni, Pietà, Ponte Marozzo, San Antonino, San Bartolomeo, San Cesareo, San Lorenzo, San Michele, San Nicola, Sant'Angelo in Theodice, Selvone, Sinagoga.

### Communes limitrophes
Cervaro, Piedimonte San Germano, Pignataro Interamna, Rocca d'Evandro, San Vittore del Lazio, Sant'Apollinare, Sant'Elia Fiumerapido, Terelle, Villa Santa Lucia

## Personnalités liées à la commune
- Luc Lange, sculpteur du XVIe siècle.
- Sainte Scholastique, née en 480, fondatrice de la branche féminine de l'Ordre de Saint-Benoît, enterrée à l'abbaye du Mont-Cassin.
- Saint Benoît, le frère jumeau de Sainte Scholastique, fondateur de l'abbaye de Monte-Cassino.